# 2008 în informatică
- 2007 în informatică — 2008 în informatică — 2009 în informatică

2008 în informatică a însemnat o serie de evenimente noi notabile:

## Premiul Turing
- Barbara Liskov

## Decese
- 26 noiembrie:  Victor Toma (n. 1922),  inginer român, în 1957 a realizat CIFA - primul calculator din țările socialiste, cu excepția URSS